# گربه منکس
گربه منکس یا مانکس، (به انگلیسی: Manx Cats)، نژادی از گربه‌های خانگی است؛ که در جزیره من، به‌طور طبیعی و پس از یک جهش ژنتیکی، دچار نقص و کوتاه‌شدگی در دم شده‌است. بسیاری از منکس‌ها دارای بخشی از دم طبیعی خود در اندازه‌های مختلف هستند اما به‌طور عامیانه، این نژاد گربه، بیشتر به‌عنوان گربه‌های بی‌دم شناخته می‌شود. این ویژگی، متمایزترین ویژگی در این نژاد است. آن‌ها همچنین دارای پاهای عقب بلند و سری گرد هستند. گربه‌های منکس در بسیاری از رنگ‌ها و الگوهای مختلف رنگی وجود دارند، اما نمونه‌های تمام سفید، کمیاب هستند.
منکس‌ها به عنوان شکارچیانی ماهر شناخته می‌شوند و اغلب توسط کشاورزان درگیر با مشکل جوندگانی چون موش‌ها، خریداری می‌شدند. آن‌ها همچنین، اجتماعی، اهلی و فعال هستند.

## پیشینه
گربه‌های نژاد منکس، از سال ۱۸۰۰ در نمایشگاه‌های گربه به نمایش گذاشته می‌شدند اما برای نخستین بار، در سال ۱۹۰۳، به‌عنوان یک نژاد معتبر و استاندارد تأیید شدند.

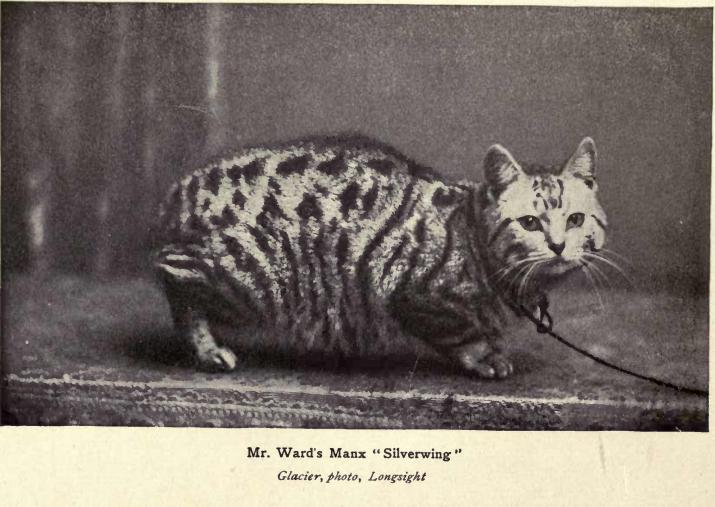
یک گربه منکس نر با نام سیلوروینگ، که قهرمان نمایشگاه گربه‌ها شد. (انگلستان، ۱۹۰۲)

گربه‌های بدون دم در زبان مانکس محاوره‌ای، در اوایل سده نوزدهم میلادی، به‌عنوان گربه‌های جزیره من شناخته می‌شدند. گربه‌های محلی بی‌دم با یک جهش طبیعی در این جزیره به‌وجود آمده‌اند. مانند همه گربه‌های خانگی، از جمله گربه‌های خانگی با نژادهای بریتانیایی یا ایرلندی، آن‌ها نیز از گربه‌وحشی آفریقایی (Felis lybica) تکامل یافته‌اند و نه از گربه‌وحشی اروپایی (Felis silvestris).

## ویژگی‌ها

### ظاهر

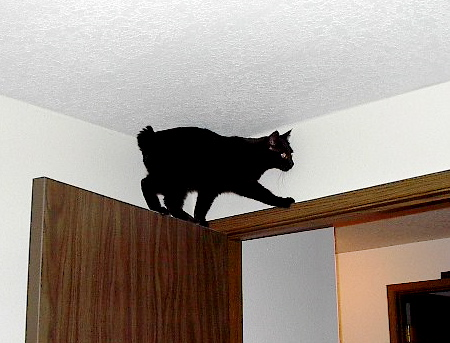
منکس موکوتاه

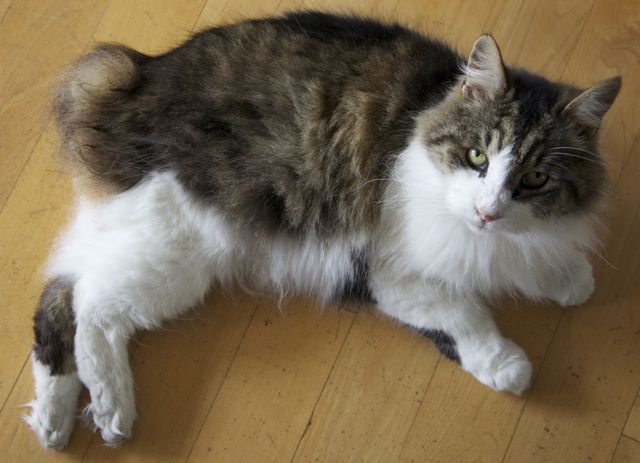
منکس موبلند (کیمریک)

همگی گربه‌های منکس، دارای نوعی پوشش دولایه هستند. برخی از آن‌ها دارای موهایی بلند و برخی موکوتاه هستند. به‌طور کلی موکوتاه‌ها فراوانی بیشتری داشته و معمول‌تر هستند.

## رفتار
منکس‌ها گربه‌هایی اجتماعی بوده و بسیار به انسان وابسته‌اند اما در مواجهه با افراد غریبه، خجالتی هستند. گفته می‌شود این نژاد بسیار باهوش و همچنین بازیگوش است و نوع رفتار آن‌ها، تداعی کنندهٔ رفتار سگ‌ها است. به عنوان مثال، منکس‌ها مانند برخی دیگر از نژادهای گربه از جمله مین کوون و چند نژاد دیگر، اغلب یادمی‌گیرند که اشیاء کوچک پرتاب شده را مجدداً نزد سرپرست خود بیاورند. آن‌ها همچنین ممکن است مانند توله سگ‌ها از صاحبان خود پیروی کنند. اعتقاد بر این است که آن‌ها بهتر از سایر گربه‌ها می‌توانند دستورهای ساده کلامی را یاد بگیرند.
اگرچه همه گربه‌ها، از جمله گربه‌های بزرگ، از پاهای عقب و جلو به‌طور همزمان برای جلو بردن بدن به ویژه هنگام حرکت سریع استفاده می‌کنند، اما اغلب، گفته می‌شود که گربه‌های منکس، حتی در هنگام دویدن، بیشتر با گام‌های خرگوش‌مانند و جهش‌های کوتاه حرکت می‌کنند.